# عزيزتي، لقد قلصت الأطفال
عزيزتي، لقد قلصت الأطفال (بالإنجليزية: Honey, I Shrunk the Kids)‏ هو فيلم خيال علمي كوميدي أمريكي من إخراج جو جونستون وإنتاج شركة أفلام والت ديزني ومن بطولة ريك مورانيس، مات فريور، مارسيا ستراسمان، كريستين سثرلاند وتوماس براون.عرض الفيلم في 23 يونيو 1989 وحقق إيرادات غير متوقعة وصلت ل222.7 مليون دولار.

## روابط خارجية
عزيزتي، لقد قلصت الأطفال على موقع IMDb (الإنجليزية)
- عزيزتي، لقد قلصت الأطفال على موقع ميتاكريتيك (الإنجليزية)
- عزيزتي، لقد قلصت الأطفال على موقع روتن توميتوز (الإنجليزية)
- عزيزتي، لقد قلصت الأطفال على موقع نتفليكس (الإنجليزية)
- عزيزتي، لقد قلصت الأطفال على موقع قاعدة بيانات الأفلام العربية
- عزيزتي، لقد قلصت الأطفال على موقع ألو سيني (الفرنسية)
- عزيزتي، لقد قلصت الأطفال على موقع Turner Classic Movies (الإنجليزية)
- عزيزتي، لقد قلصت الأطفال على موقع أول موفي (الإنجليزية)
- عزيزتي، لقد قلصت الأطفال على موقع بوكس أوفيس موجو (الإنجليزية)
- عزيزتي، لقد قلصت الأطفال على موقع فيلمافينيتي (الإسبانية)